# Bahalana bowmani
Bahalana bowmani är en kräftdjursart som beskrevs av Ortiz, Lalana och Perez 1997. Bahalana bowmani ingår i släktet Bahalana och familjen Cirolanidae. Inga underarter finns listade i Catalogue of Life.